# Nevado del Tolima
Le Nevado del Tolima est un volcan de la cordillère des Andes situé dans le département de Tolima en Colombie. Son altitude est estimée à 5 215 mètres,. L'accès principal au volcan est possible en partant depuis la ville d'Ibagué.

## Toponymie
En espagnol, l'adjectif nevado signifie « enneigé » ; par substantivation, un nevado désigne plus particulièrement, en Amérique, une montagne couverte de neiges éternelles.

## Géographie

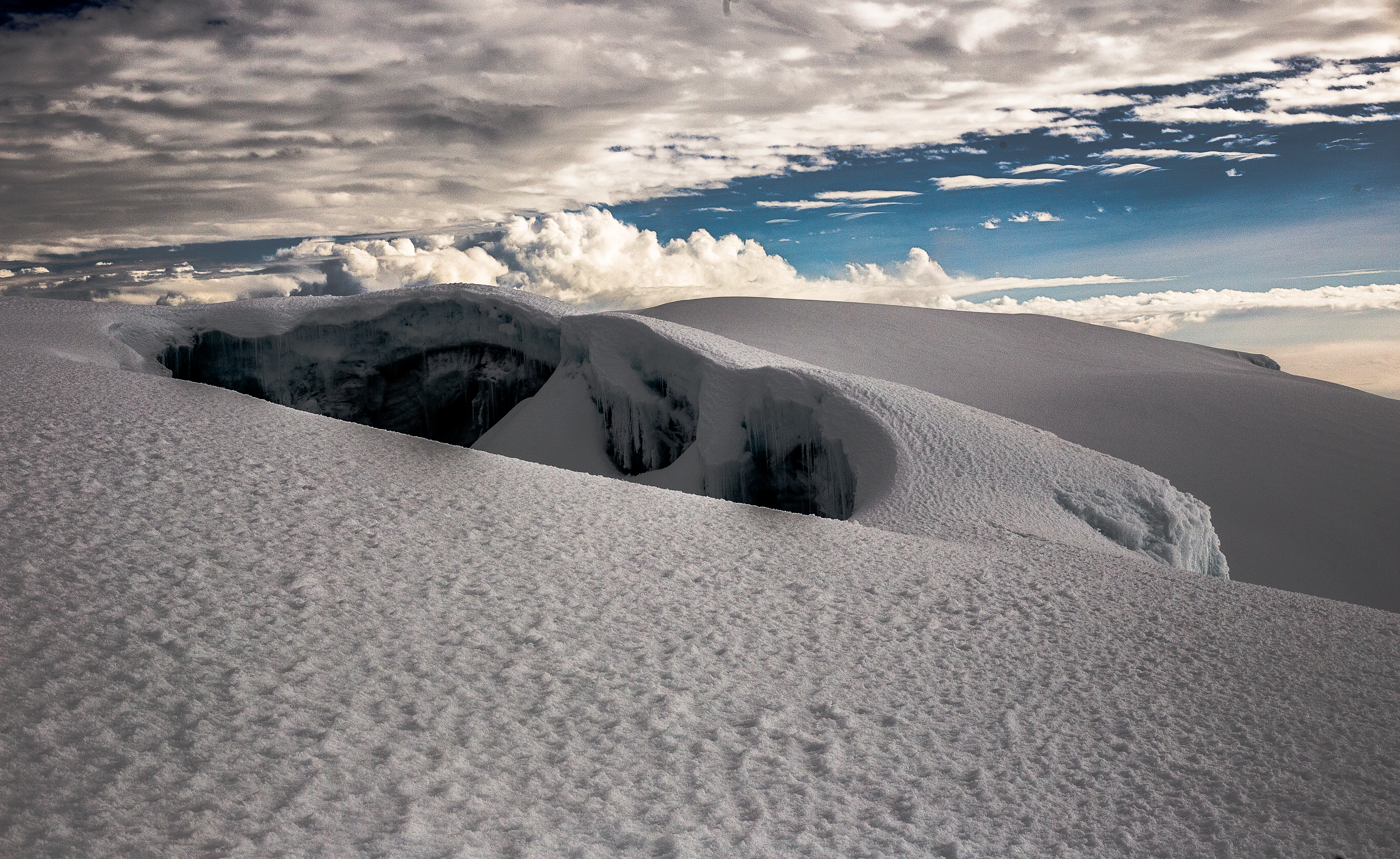
Vue de la calotte glaciaire du Nevado del Tolima.

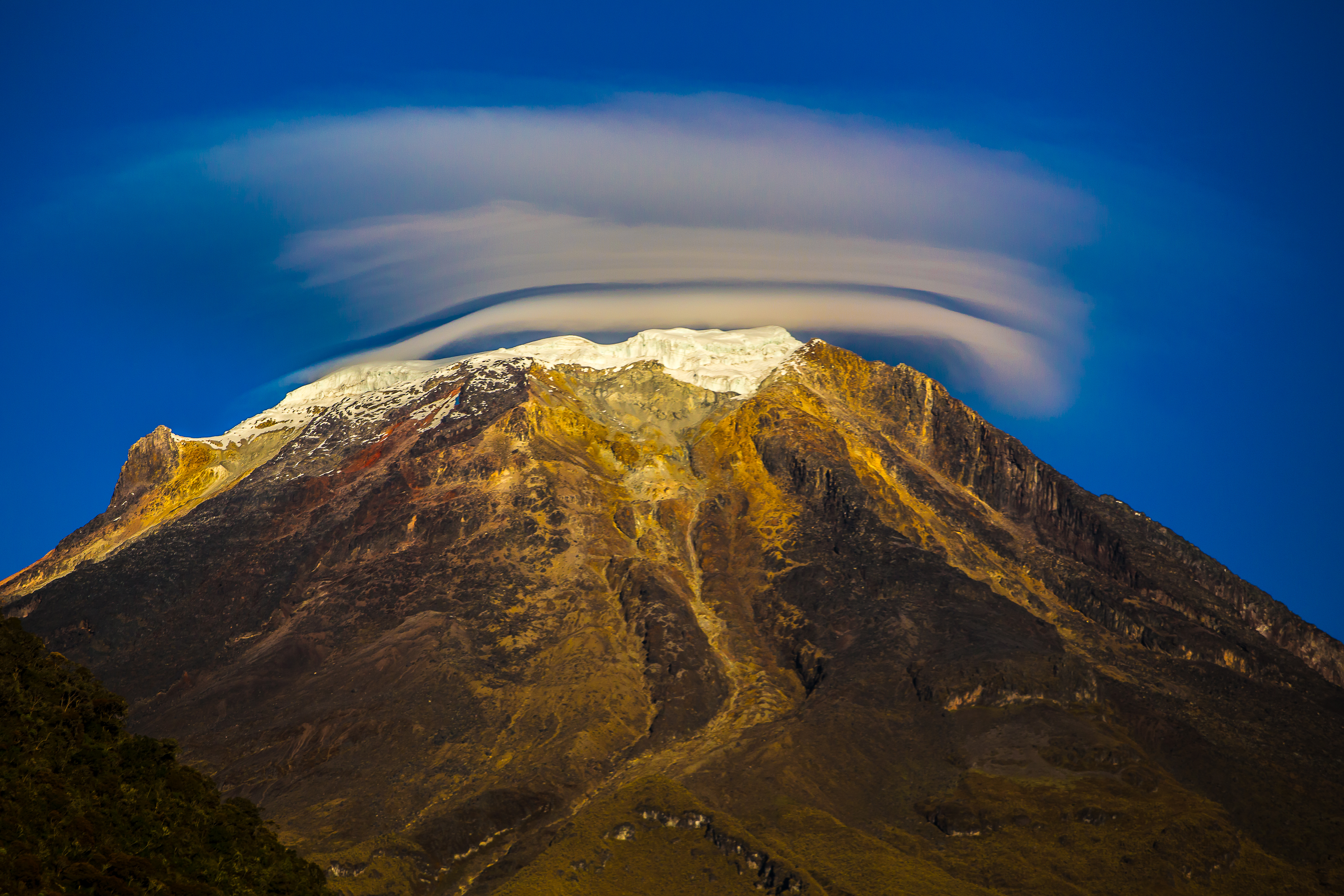
Vue générale du Nevado del Tolima. Décembre 2018.

### Situation
Le Nevado del Tolima est un volcan situé en Colombie, dans le parc national naturel de Los Nevados[réf. nécessaire]. La montagne se trouve dans la cordillère des Andes, plus précisément au sein de la cordillère Centrale, et fait partie d'une chaîne volcanique composée de six édifices principaux qui, du sud au nord, portent le nom de Cerro Machín, Nevado del Tolima, Nevado del Quindío, Santa Isabel, Nevado del Ruiz et Cerro Bravo,.